# Nordlig tamandua
Nordlig tamandua (Tamandua mexicana) är ett däggdjur som lever i Central- och norra Sydamerika. Arten livnär sig av myror och termiter. Den andra arten i samma släkte är sydlig tamandua och båda tillhör familjen myrslokar.

## Utseende
Den nordliga tamanduan har ett svart mönster som liknar en väst på den annars ljusbruna kroppen. Så kan den lätt skiljas från den andra arten i släktet. Allmänt är den nordliga arten med en genomsnittlig kroppslängd av 56 cm (huvud och bål) något mindre än den sydliga arten (cirka 60 cm kroppslängd). Till detta kommer en ungefär lika lång svans. Tydligare är skillnaden av öronens storlek som hos nordlig tamandua är 4 cm långa medan öronen av sydlig tamandua når 5 cm längd.
Andra skillnader mellan arterna är inte synliga från utsidan. De differerar till exempel i skallens konstruktion och i antalet svanskotor (31 till 39 för sydlig tamandua, 40 till 42 för nordlig tamandua).
Då arterna har olika utbredningsområden behövs inte de nämnda kännetecknen för artbestämningen i naturen.

## Utbredning
Utbredningsområdets norra gräns ligger i södra Mexiko. I Sydamerika förekommer arten norr och väster om Anderna. Den sydligaste populationen lever i norra Peru och den östligaste populationen i gränsområdet mellan Colombia och Venezuela.

## Ekologi
Angående artens beteende se artikeln om släktet.

## Systematik
Sedan 1975 klassificeras nordlig tamandua och sydlig tamandua som självständiga arter.
Den nordliga arten delas vanligen i fyra underarter.
- T. m. mexicana, södra Mexiko, Guatemala, Belize, Honduras och El Salvador (röd på kartan).
- T. m. opistholeuca, Nicaragua, Costa Rica, Panama och västra Colombia (ljusblå).
- T. m. instabilis, nordöstra Colombia och västra Venezuela (grön).
- T. m. punensis, västra Ecuador och norra Peru (gul).

## Status
Nordlig tamandua jagas i mindre utsträckning av ursprungsbefolkningen och den faller ibland offer för trafikolyckor. Även skogsavverkningar påverkar arten. Allmänt är den inte sällsynt och IUCN listar den som livskraftig (LC).